# Elezioni comunali in Basilicata del 1993
Le elezioni comunali in Basilicata del 1993 si tennero il 6 giugno (con ballottaggio il 20 giugno); furono le prime col nuovo sistema elettorale maggioritario e l’elezione diretta del sindaco.

## Potenza

### Melfi
|                               | Giuseppe Brescia ✔️ Sindaco | 5 057                | 50,52 | Unità Democratica per Melfi            | 4 995 | 52,10 | 12 |  |  |
|                               | Vincenzo Rizzitiello        | 1 687                | 16,85 | Melfi Pulita                           | 1 127 | 11,75 | 1  |  |  |
| Seggio di coalizione          | Seggio di coalizione        | Seggio di coalizione | 16,85 | 1                                      |       |       |    |  |  |
|                               | Camillo Carlucci            | 1 687                | 16,85 | Alleanza Democratica (DC - PSDI - PPR) | 2 130 | 22,22 | 3  |  |  |
| Seggio di coalizione          | Seggio di coalizione        | Seggio di coalizione | 16,85 | 1                                      |       |       |    |  |  |
|                               | Francesco Corbo             | 1 579                | 15,77 | La Rete                                | 1 336 | 13,93 | 1  |  |  |
| Seggio di coalizione          | Seggio di coalizione        | Seggio di coalizione | 15,77 | 1                                      |       |       |    |  |  |
| Totale                        | Totale                      | 10 010               | 100   |                                        | 9 588 | 100   | 20 |  |  |
|                               |                             |                      |       |                                        |       |       |    |  |  |
| Fonte: Ministero dell'interno |                             |                      |       |                                        |       |       |    |  |  |